# Klementina Zähringenská
Klementina Zähringenská (po 1101–1167) byla vévodkyní saskou a bavorskou a hraběnkou savojskou.

## Život
Narodila se z manželství zähringenského vévody Konráda I. s Klementinou Lucembursko-Namurskou a měla čtyři starší přeživší sourozence. Nejstarším bratrem byl pozdější zähringenský vévoda Berchtold IV. († 1186), druhý bratr Rudolf († 1191) se stal biskupem v Liege, mladší Vojtěch I. († po 1195) usedl na vévodský stolec v Tecku a nejmladší z bratrů Hugo († 1203) byl ulmburským vévodou.
V roce 1147 se provdala za budoucího vévodu Jindřicha III. Lva, kterému porodila tři děti. Dospělosti se dožila pouze dcera Gertruda, později provdaná královna dánská. Z důvodu chybějícího mužského dědice, ačkoliv za oficiální důvod bylo uvedeno blízké příbuzenství manželů, bylo manželství rozvedeno roku 1162.
Po rozvodu se v roce 1164 znovu provdala za savojského hraběte Humberta III. a stala se tak jeho třetí manželkou. Zemřela zřejmě po porodu dítěte a byla pohřbena v klášteře Hautecombe.

## Potomci
Klementina přivedla na svět šest dětí, tři v prvním manželství s vévodou Jindřichem a tři dcery v manželství s hrabětem Humbertem.
- Gertruda (po 1150–1196)

1. ∞ 1166 švábský vévoda Fridrich IV. († 1167)
2. ∞ 1176 dánský král Knut VI. († 1202)

- Jindřich, † dětském věku
- Richenza, † dětském věku
- Žofie (1165–1202) ∞ markýz Azzo VI. z Ferrary († 1212)
- Alice (1166–1174)
- Eleonora († 1204) ∞ markýz Bonifác I. z Montferratu († 1207)